# Чајле
Чајле (мкд. Чајле) су насељено место у Северној Македонији, у северозападном делу државе. Чајле припадају општини Гостивар.

## Географски положај
Насеље Чајле је смештено у северозападном делу Северне Македоније. Од најближег већег града, Гостивара, насеље је удаљено 2 km источно.
Чајле се налазе у горњем делу историјске области Полог. Насеље је положено на јужном ободу Полошког поља. Северозападно од насеља пружа се поље, а источно се издиже Сува гора. Надморска висина насеља је приближно 510 метара.
Клима у насељу је умерено континентална.

## Историја
У селу је 23. јула 1912. убијен бивши српски четник Трпе Јовановић из Чајла. Њега су револвером убили Муслимани, док је радио на њиви. Како се наводи у тексту, он је после проглашења уставности („Хуријета”) 1908. године, живео мирно и „радио” своју њиву. „Убијен четник”. https://digitalna.nb.rs. Приступљено 28. 3. 2020. Спољашња веза у |website= (помоћ)</ref>

## Становништво
По попису становништва из 2002. године Чајле су имале 3.070 становника.
Претежно становништво у насељу су Албанци (99%). 
Већинска вероисповест у насељу је ислам. 